# Шутеїт
Шутеїт (рос. шутеит; англ. schuetteite; нім. Schuetteit m) — мінерал, сульфат ртуті.
Названий за прізвищем американського гірничого інженера та геолога Курта Н. Шутте (C. N. Schuette).

## Опис
Хімічна формула: Hg3O2[SO4].
Сингонія гексагональна. Утворює плівки та нальоти, таблитчасті кристали. Утворює кірки на цеглі печей, в яких випалювалася руда ртуті та у випалених рудах. Густина 8,18. Твердість 3,5. Колір медовий, канарково-жовтий. Зустрічається у аридних місцевостях штат Каліфорнія, Орегон, Айдахо, Невада та у відпрацьованих виробках ртутних родовищ на заході США. Супутні мінерали: опал, халцедон, алуніт.